# ليزا س. كلاين
ليزا س. كلاين (بالإنجليزية: Lisa C. Klein) هي مهندسة أمريكية، ولدت في 1951.